# Sigurd Örjangård
Jakob Sigurd Örjangård (fram till 1940 Svensson), född 14 september 1886 i Karlstad, död 18 september 1968 i Sollerö församling, var en svensk jordbrukslärare och ungdomsledare.
Sigurd Örjangård var son till lektorn Jakob Wilhelm Svensson och Karolina (Lina) Österberg. Han avlade mogenhetsexamen i Karlstad 1905 och agronomexamen vid Ultuna lantbruksinstitut 1909. Örjangård blev inspektor vid Flodakolonin i Vemdalen i Härjedalen 1909 och lärare vid Forssa folkhögskola i Hälsingland 1911 samt var föreståndare för lantmannaskolan i Färgelanda i Dalsland 1912–1922 och i Bollnäs 1922–1934. På hans initiativ bildades 1918 Jordbrukare-Ungdomens Förbund (J.U.F.) där Örjangård var generalsekreterare från starten till 1951. I studiesyfte besökte han som statsstipendiat flera europeiska länder och Rockefellerstipendiat USA. Han var ledamot av 1928 års kommitté för den lägre lantbruksundervisningens ordnande och 1934 års kommitté rörande ungdomsarbetslösheten samt tillhörde Radionämnden 1943–1950. Från 1945 var han bosatt på Sollerön i Dalarna. Örjangårds främsta verk är skapandet och utvecklandet av J.U.F. Han gav med organisationen landsbygdsungdomen ökade utbildnings- och bildningsmöjligheter, och sitt omfattande författarskap vände han sig främst till lantungdomen. De viktigaste av dessa arbeten är Unga odlare (1935), JUF-boken (1935), Lantungdomen väljer yrke (1944, tillsammans med andra), Duktigt folk (1945) och Anor och minnen (1947), byggt på 1843 släktgårdsinventering genomförd av J.U.F. i samarbete med Sveriges lantbruksförbund, LT:s förlag och Samfundet för hembygdsvård. Dessutom har han bland annat utgett en levnadsteckning över Per Rösiö (1918) och Jordbruket i Dalarna under hundra år (1951).